# Daniela Birkenfeld

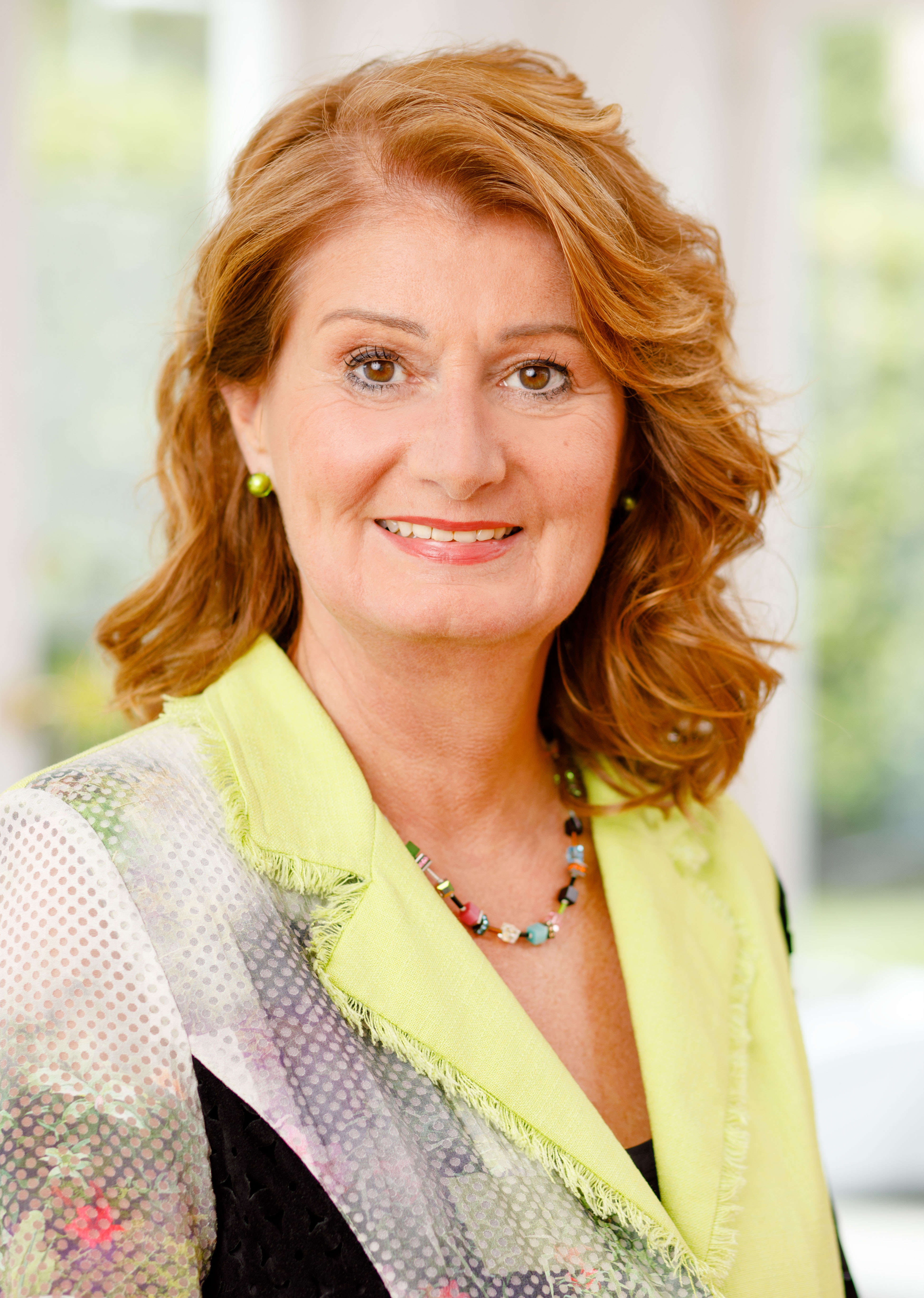
Daniela Birkenfeld (2021)

Daniela Birkenfeld (* 12. Oktober 1959 in Frankfurt am Main) ist eine deutsche Politikerin der CDU. Sie ist seit 2022 Opferbeauftragte der Hessischen Landesregierung.

## Leben

### Beruflicher Werdegang
Nach dem Abitur 1978 begann Daniela Birkenfeld eine Verwaltungsausbildung bei der Stadt Frankfurt, die sie als Dipl.-Verwaltungswirtin abschloss. Anschließend absolvierte sie ein Studium der Wirtschafts-, Rechts- und Politikwissenschaften an der Johann Wolfgang Goethe-Universität in Frankfurt am Main und studierte an der McGill University in Montreal, Kanada Internationales Recht, das sie mit dem LL.M./McGill abschloss. 1989 absolvierte sie das Zweite Staatsexamen und wurde 1990 zur Doktorin der Rechte im Verbraucherschutz promoviert.
Birkenfeld übte eine kurzzeitige Tätigkeit als Rechtsanwältin mit den Schwerpunkten Erb- und Familienrecht aus. 1991 wurde sie zur Professorin an die Verwaltungsfachhochschule Hessen berufen und lehrte dort bis 2007 allgemeines und besonderes Verwaltungsrecht sowie Europarecht. Das von ihr verfasste Kompendium zum Kommunalrecht in Hessen ist 2022 in der achten Auflage erschienen.
Von 2007 bis 2021 war sie hauptamtliche Stadträtin in Frankfurt am Main, zunächst als Dezernentin für Soziales, Jugend und Sport, ab 2009 für Soziales, Senioren, Jugend und Recht.

### Politische Karriere
Daniela Birkenfeld wurde 1973 Mitglied der Jungen Union und trat 1980 der CDU bei. Seitdem engagierte sie sich auf allen Ebenen der Partei, in den Vorständen in unterschiedlichen Funktionen ihres Heimatstadtteils, im Kreisvorstand der CDU Frankfurt, dem Bezirksvorstand der CDU Frankfurt/Rhein-Main und der KPV Hessen an. 1998 wurde sie Vorsitzende der Frauen-Union Frankfurt, engagierte sich im Landesvorstand der Frauen Union Hessen als stellvertretende Landesvorsitzende und 22 Jahre lang bis 2023 im Bundesvorstands der Frauen-Union der CDU Deutschland. 1989 wurde sie in einer Direktwahl zur Abgeordnete des Umlandverbands Frankfurt gewählt, ein Mandat, das sie bis zu seiner Auflösung im Jahr 2001 wahrnahm. Bei der Kommunalwahl 2001 wurde sie zur Stadtverordneten in Frankfurt am Main gewählt und leitete dort unter anderem den Ausschuss für Bildung und Integration. Seit 2006 ist sie Abgeordnete im Landeswohlfahrtsverband, dem hessischen „Sozialparlament“. Von 2007 bis 2021 war sie hauptamtliche Stadträtin in Frankfurt am Main, zunächst als Dezernentin für Soziales, Jugend und Sport, ab 2009 für Soziales, Senioren, Jugend und Recht.
Seit September 2021 ist Birkenfeld Ehrenamtliche Stadträtin der Stadt Frankfurt am Main. Im April 2022 wurde sie von der Hessischen Landesregierung zur Landesbeauftragten für Opfer von Terroranschlägen und schweren Gewalttaten berufen.

## Werke
- Daniela Birkenfeld: Kommunalrecht Hessen. 8. Auflage. Nomos, 2022, ISBN 978-3-8487-7305-3.